# Energia psíquica
Energia psíquica é um conceito da psicologia utilizado na caracterização do pensamento e das emoções. 
Para Freud, a energia psíquica derivava da energia armazenada pelo organismo para a realização dos movimentos do corpo. Nesse caso, os processos mentais se subordinam ao gasto da energia psíquica. A expressão é composta das palavras do idioma grego εργοs, ergos=energia, trabalho, movimento, e Ψυχολογία, ψυχή, "alma". A expressão também é utilizada vinculada à fundamentação de práticas de natureza espiritual em várias tradições, para este sentido consultar o artigo Psicoenergia.

## Definição
A expressão "energia psíquica" é empregada na área da psicologia por teóricos como Sigmund Freud e Carl Gustav Jung para designar aspectos mobilizadores da psique fundamentais para suas hipóteses sobre o funcionamento da mente humana. Por exemplo, os impulsos da libido.
A energia psíquica é um dos pontos de conexão entre as ciências exatas e a psicologia, tendo sido largamente utilizada por Jung e pelos pós-junguianos na descrição do fenômeno mental, dando origem a uma área de pesquisa denominada física e psicologia.
"A Energia Psíquica" é também o título de um dos livros de Jung publicados em português no Brasil.